# Epitrix lobata
Epitrix lobata är en skalbaggsart som beskrevs av George Robert Crotch 1873. Epitrix lobata ingår i släktet Epitrix och familjen bladbaggar. Inga underarter finns listade i Catalogue of Life.